# Église Saint-Pierre de Mouhet
Pour les articles homonymes, voir Église Saint-Pierre et Saint Pierre.
L'église Saint-Pierre de Mouhet est une église catholique française. Elle est située sur le territoire de la commune de Mouhet, dans le département de l'Indre, en région Centre-Val de Loire.

## Situation
L'église se trouve dans la commune de Mouhet, au sud du département de l'Indre, en région Centre-Val de Loire. Elle est située dans la région naturelle du Boischaut Sud. L'église dépend de l'archidiocèse de Bourges, du doyenné du Val de Creuse et de la paroisse de Saint-Benoît-du-Sault.

## Histoire
L'église fut construite entre le XIIe siècle et le XVe siècle.
Bien que citée dans un document de 1277, relative à la paroisse de Saint-Benoît-du-Sault, l'église semble datée du siècle précédent. Au XVIe siècle, deux chapelles latérales sont ajoutées, dans lesquelles on retrouve aujourd'hui un fragment des vitraux d'époque. L'une d'elles accueille le marbre funéraire de la famille Pot.
L'édifice est inscrit au titre des monuments historiques, le 11 mai 1932.
Tous les premiers dimanches de septembre, jour de la fête municipale, une messe en l'honneur de Saint-Hubert, saint patron des chasseurs, y est donnée, accompagnée par des cors de chasse.

## Description
Église du XIIe siècle à une nef voûtée. Deux colonnes avec chapiteaux à l'entrée du chœur. Abside à pans flanquée de deux tours. Clocher du XIIIe siècle. Deux chapelles seigneuriales du XVe siècle
Stèle funéraire de la famille Pot
La stèle funéraire de la famille Pot, seigneur de Rhodes, en marbre noir mesure 2 m de haut pour 1,15 m de large, commandée par Guillaume Pot. Elle porte l'épitaphe de son père Jean Pot et son épouse Georgette de Balzac, et le début de la sienne et de celle de sa propre épouse, Jacqueline de La Châtre, qui ne furent jamais complétées.
Démontée et brisée à la Révolution, elle est laissée à même le sol devant l'autel. Foulée par les fidèles, elle perd la dorure de ses lettres, et relevée ensuite. Il fut trouvé, dans le mur portant cette stèle le cœur embaumé de l'une des défuntes.
Encadrée par les blasons de la famille et de celle de leurs épouses, s'y lit l'inscription suivante :

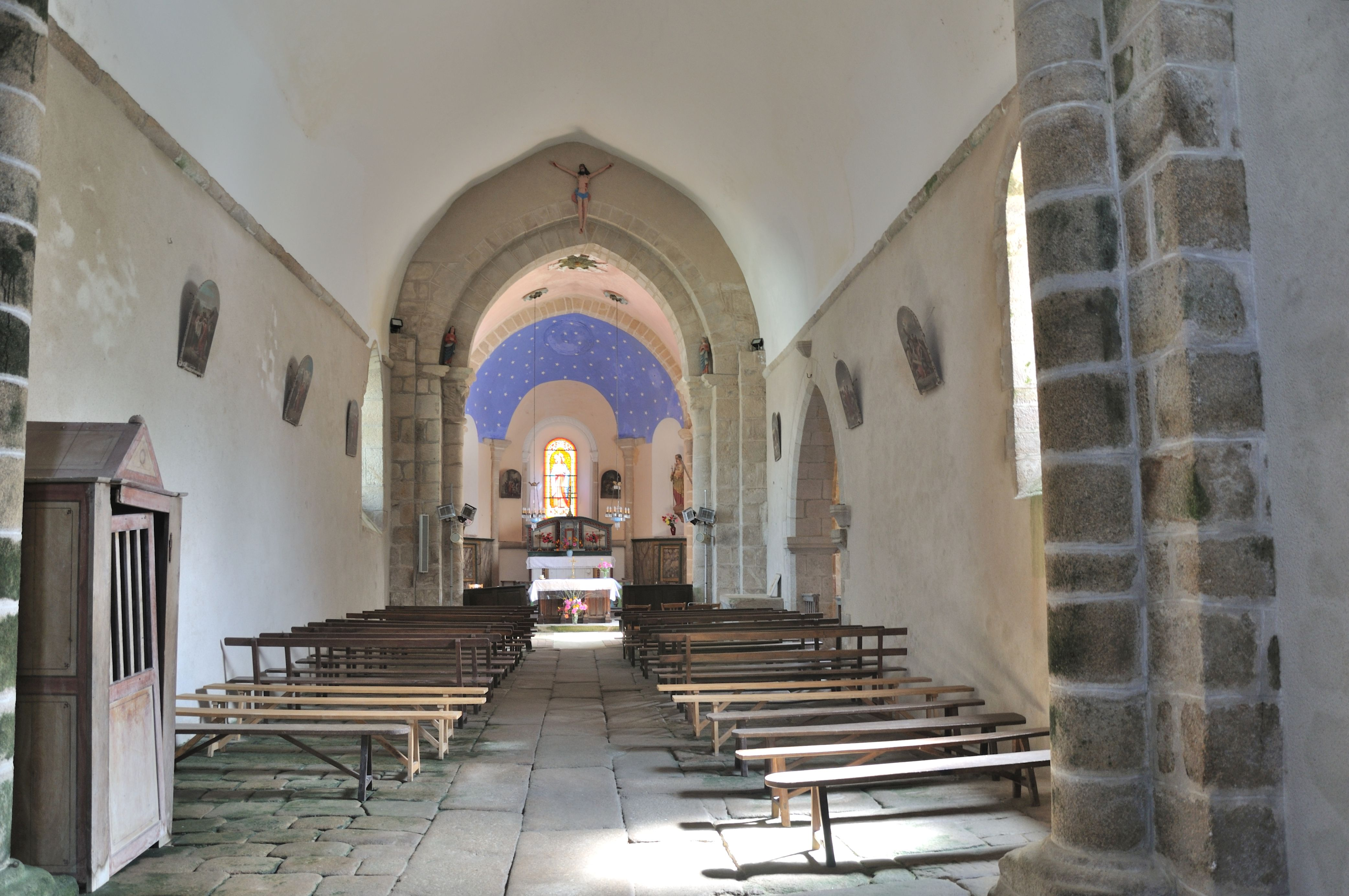
La nef, en 2011.

« Ici gist avec ses Pères Hault et puissant seigneur messire Jehan Pot, sieur de Rhodes, Chémault, Menetou sallon, Monceaulx, Montbernaulme, Mondon, Guendreville, Malsherbes, baron de St-Amans, chevalier de l'ordre du Roy, son premier escuier tranchant, et conseiller en son conseil privé ; lequel, après plusieurs ambassades lointaines, grandes et publiques charges, desquelles il cest dignement aquité; enfin délaissant ceste vie, cest  dépouillé des travaulx qui l'avaient toujours accompagné, l'an de grâce 1571. Avec lui gist noble dame George de Balsac, son espouse, qui l'ayant accompagné 32 ans, l'a recherché soubz ce marbre pour luy faire plus longue conpagnie. L'an de grâce 1583, le 14e mars. Soubz ce mesme tombeau gist messire Guillaume Pot, chevalier, sieur des Rhodes. Avec lui gist noble dame Jacqueline de La Chastre, son épouse qui come en la vie l'a voullu aconpagner après la mort, l'an de grâce... »